# Tracy Irve
Tracy Irve är en svensk musikgrupp, låtskrivare och musikproducent, som består av syskonen Linnea Herlogsson och Alexander Herlogsson från Göteborg. Musikstilen är elektronisk dansmusik och sångtexterna innehåller melankolisk lyrik, vilket gjort att sångerna beskrivits som melankolisk popmusik.
Tracy Irve debuterade 2016 med singeln "Adored". "Ännu rund" är första låten framförd på svenska och släpptes i mars 2023. De har gjort soundtracket till skräckfilmen The helpers samt medverkat med fem låtar i filmen Battlefield America, båda från 2012.